# Peter-I.-Kette
Die Peter-I.-Kette (russisch Петра Первого хребет) ist ein Gebirgszug im nordwestlichen Pamir in Tadschikistan.

Peter-I.-Kette im Nordwesten des Pamir

Die Peter-I.-Kette bildet die Wasserscheide zwischen Surchob im Norden und Obichingou im Süden und erstreckt sich über eine Länge von 200 km in Ost-West-Richtung. Der höchste Gipfel, der 6785 m hohe Pik Moskau, liegt im Osten der Gebirgskette. Dort schließt sich die Kette der Akademie der Wissenschaften an. 	

## Berge (Auswahl)
- Pik Moskau, 6785 m
- Pik Leningrad, 6507 m
- Pik Abalakow, 6446 m
- Pik Oshanin, 6389 m
- Pik Kirow, 6372 m
- Pik Kuibyschew, 6189 m
- Pik Agasis, 5900 m